# Bourbon Katalin lotaringiai trónörökösné
Bourbon Katalin (Párizs, 1559. február 7. – Nancy, 1604. február 13.), franciául: Catherine de Bourbon, baszkul: Katalina Borboikoa, spanyolul: Catalina de Borbón, okcitánul: Catarina de Borbon, katalánul: Caterina de Borbó, németül: Katharina von Bourbon, hollandul: Catharina van Bourbon, latinul: Catharina Borboniae/Navarrae, születése jogán francia és navarrai királyi hercegnő és a Navarrai Királyság trónörököse, a házassága révén a Lotaringiai Hercegség trónörökösnéje. A Bourbon-ház tagja, és az első Bourbon-házi francia király, IV. Henrik húga. Nevét Medici Katalin francia királyné után kapta, aki anyja elsőfokú unokatestvérének, II. Henrik francia királynak volt a felesége.

## Élete
Édesapja I. (Bourbon) Antal vér szerinti francia királyi herceg, iure uxoris navarrai király, Vendôme hercege.
Édesanyja III. (Albret) Johanna suo iure navarrai királynő, II. Henrik navarrai király és Valois Margit francia királyi hercegnő és Angoulême grófnője leánya. Az anyja a nagyapja halála után lett Navarra királynője 1555-ben. A bátyja, III. Henrik navarrai trónra léptétől, 1572-től, az unokaöccse, Lajos megszületéséig, 1601-ig volt a Navarrai Királyság trónörököse.
Férje II. Henrik (1563–1624) későbbi lotaringiai herceg, akihez negyven évesen 1599-ben ment feleségül, de gyermekei nem születtek. II. Henrik második felesége Gonzaga Margit (1591–1632) mantovai hercegnő, I. Vince mantovai herceg lánya és Gonzaga Eleonóra magyar királyné és német-római császárné (II. Ferdinánd magyar király 2. felesége) nővére volt, akitől két lánya született.